# Peggy Rea
Peggy Jane Rea (Los Ángeles, California; 31 de marzo de 1921 - ibíd.; 5 de febrero de 2011) fue una actriz estadounidense, conocida por sus papeles en la televisión.  Dejó la UCLA, para asistir a la escuela de negocios, consiguiendo posteriormente un trabajo como secretaria de producción de MGM en la década de 1940.

## Carrera
Rea apareció en varias series de televisión, entre ellas I Love Lucy, Hazel, Bonanza, Have Gun Will Travel, Gunsmoke, Sergeant Bilko, Ironside, Burke's Law, Marcus Welby, M.D., All In The Family, Hunter, The Odd Couple, Gidget, Busting Loose, MacGyver, The Dukes of Hazzard (como Lulu Coltrane Hogg) y The Golden Girls. 
También apareció en películas, entre ellas Cold Turkey y Country. En 1979, se unió al elenco de The Waltons, ya que varios miembros claves de la serie se habían ido. Permaneció en el programa hasta la cancelación de la serie, en 1981. Hacía un papel regular en la sitcom Grace Under Fire durante la década de 1990.
En 1991 participó en la primera temporada del show de televisión Step by Step.
La actriz murió en el distrito de Toluca Lake en la ciudad de Los Ángeles, a sus 89 años por una esclerosis lateral amiotrófica, el 5 de febrero de 2011.

## Filmografía
- I love Lucy (1953)
- Have Gun, Will Travel (1957-1963)
- Burke's Law (1964)
- Dr. Kildare (1963-1965)
- The Doris Day Show (1968-1973)
- The Harvey Korman Show (1978)
- Los ángeles de Charlie (1978)
- All in the Family (1971-1979)
- The Waltons (1979-1981)
- The Dukes of Hazzard (1979-1985)
- In Country (1989)
- Step by Step (1991-1992) acreditada en el piloto original Peggy Rae
- Grace Under Fire (1993-1998)